# ایواتا، شیزوئوکا
ایواتا (磐田市, Iwata-shi) شهری واقع در شیزوکای ژاپن می‌باشد. این شهر در تاریخ اول آوریل سال ۱۹۴۸ بنا شده‌است. جمعیت این شهر بنا به سرشماری سال ۲۰۰۸ برابر ۱۷۲٬۸۶۳ نفر می‌باشد.
کارخانهٔ یاماها در این شهر بنا شده‌است و کماکان در این شهر به فعالیت ادامه می‌دهد.
این شهر همچنین خانهٔ تیم فوتبال جوبیلو ایواتا نیز می‌باشد. خواهرخواندهٔ این شهر مانتین ویو در کالیفرنیای آمریکا می‌باشد.